# Michael Vingerling
Michael Vingerling (nascido em 28 de junho de 1990) é um ciclista holandês que participa em competições de ciclismo de estrada e pista. Representou os Países Baixos nos Jogos Olímpicos de Verão de 2012 em Londres.